# Sturgeon River (Lake Nipissing)
Sturgeon River ist ein 177 km langer Fluss in der kanadischen Provinz Ontario.
Der Fluss hat seinen Ursprung nahe dem Lady Evelyn-Smoothwater Provinicial Park im Timiskaming District in Ontario.
Er fließt in südöstlicher Richtung durch Sudbury District und Nipissing District, bevor er am Nordufer in den Lake Nipissing mündet. 
Das Verwaltungszentrum der Munizipalität West Nipissing – Sturgeon Falls – liegt am Fluss, etwa 3 km nördlich seiner Mündung.
Abschnitte des Oberlaufs werden vom 33,5 km² großen Sturgeon River Provincial Park geschützt.

## Geschichte
Die Hudson’s Bay Company betrieb 1848–1879 am Fluss den Pelzhandelsposten Sturgeon River House.
Bis Mitte des 20. Jahrhunderts wurde der Fluss zum Holzflößen genutzt.
Die Holzstämme wurden zu den Sägemühlen am Lake Nipissing transportiert.

## Wasserkraftwerke
Das Crystal Falls-Wasserkraftwerk wird von der Ontario Power Generation (OPG) betrieben. Es wurde 1921 fertiggestellt und hat eine Leistung von 8 MW. Es liegt 16 km nördlich von Sturgeon Falls.
Das Sturgeon Falls-Wasserkraftwerk existiert seit 1902. Es wird von West Nipissing Power Generation betrieben. Es besitzt 6 Francis-Turbinen mit einer Gesamtleistung von 7 MW.